# 伊東香織
伊東 香織（いとう かおり、1966年（昭和41年）5月14日 ‐ ）は、日本の政治家、郵政・総務官僚。岡山県倉敷市長（5期目）。岡山県初の女性首長である。

## 概要
福岡県福岡市生まれ。1990年3月、東京大学法学部卒業。同年4月、郵政省（現総務省）に入省した。1993年6月、アメリカ合衆国ハーバード・ロー・スクールを修了し、法学修士号（LLM）を取得。1995年6月、日光郵便局長に就任。1998年から2000年まで総理府（現内閣府）国際平和協力本部事務局で勤務。ボスニア・ヘルツェゴビナ国際平和協力業務に従事した。
2003年4月、総務省から倉敷市へ出向し、倉敷市総務局長に就任。翌2004年より倉敷市収入役。2007年8月に総務省へ戻り、国際部多国間経済室長に就任したが、同年11月に退官。

### 2008年倉敷市長選挙
2008年4月27日執行。現職の古市健三、元市議の秋山正らを破り初当選。中国・四国地方では史上初の女性市長であり、かつ初当選時の年齢（42歳5日）が、それまで女性市長では史上最年少であった白井文（元兵庫県尼崎市長）の初当選時（2002年）の年齢（42歳6ヶ月）を下回った。しかしこの記録は2010年白井の後継として尼崎市長に当選した稲村和美が37歳10ヶ月で当選して更新された後、その2年後の2012年に36歳6ヶ月で滋賀県大津市長に当選した越直美に再度更新されている（いずれも中核市市長である）。5月19日、市長就任。
※当日有権者数：373,435人 最終投票率：47.13%（前回比：0.64pts）
| 候補者名 | 年齢 | 所属党派 | 新旧別 | 得票数   | 得票率 | 推薦・支持 |
| -------- | ---- | -------- | ------ | -------- | ------ | ---------- |
| 伊東香織 | 41   | 無所属   | 新     | 79,135票 | 45.35% |            |
| 古市健三 | 60   | 無所属   | 現     | 70,915票 | 40.64% |            |
| 秋山正   | 53   | 無所属   | 新     | 24,445票 | 14.01% |            |

### 2012年倉敷市長選挙
2012年4月22日執行。元京都府大山崎町議の矢引亮介を破り再選。
※当日有権者数：377,023人 最終投票率：33.72%（前回比：-13.41pts）
| 候補者名 | 年齢 | 所属党派 | 新旧別 | 得票数    | 得票率 | 推薦・支持         |
| -------- | ---- | -------- | ------ | --------- | ------ | ------------------ |
| 伊東香織 | 45   | 無所属   | 現     | 112,634票 | 89.31% |                    |
| 矢引亮介 | 41   | 無所属   | 新     | 13,477票  | 10.69% | （推薦）日本共産党 |

### 2016年倉敷市長選挙
2016年4月25日執行。元小学校教諭の田中容子と元倉敷市議会議員の木村圭司を破り3選。
※当日有権者数：380,096人 最終投票率：37.19%（前回比：+3.47pts）
| 候補者名 | 年齢 | 所属党派 | 新旧別 | 得票数    | 得票率 | 推薦・支持         |
| -------- | ---- | -------- | ------ | --------- | ------ | ------------------ |
| 伊東香織 | 49   | 無所属   | 現     | 118,676票 | 83.95% |                    |
| 田中容子 | 62   | 無所属   | 新     | 11,167票  | 7.90%  | （推薦）日本共産党 |
| 木村圭司 | 56   | 無所属   | 新     | 10,618票  | 7.51%  |                    |

### 2020年倉敷市長選挙
2020年4月26日執行。IT会社社長でNHKから国民を守る党公認の越智寛之を大差で破り4選。
※当日有権者数：390,619人 最終投票率：25.65%（前回比：-11.54pts）
| 候補者名 | 年齢 | 所属党派            | 新旧別 | 得票数   | 得票率 | 推薦・支持                                                               |
| -------- | ---- | ------------------- | ------ | -------- | ------ | ------------------------------------------------------------------------ |
| 伊東香織 | 53   | 無所属              | 現     | 93,388票 | 94.70% | 自由民主党・公明党・立憲民主党・国民民主党・社会民主党・岡山維新の会推薦 |
| 越智寛之 | 45   | NHKから国民を守る党 | 新     | 5,227票  | 5.30%  |                                                                          |

### 2024年倉敷市長選挙
2024年4月21日執行。無投票で5選。

※当日有権者数：392,723人

## 市政
- 2021年8月17日、LGBTなど性的少数者のカップルが婚姻に相当する関係にあると認める「パートナーシップ宣誓制度」を同年内に導入すると発表[10]。12月1日、同制度を導入した[11]。